# Schéma départemental d'orientation minière
Le Schéma départemental d'orientation minière est un document de planification spécifique à la Guyane qui définit les conditions imposée à recherche minière dans la collectivité  et les conditions d'implantation et de l’exploitation des sites miniers. Son équivalent en Nouvelle-Calédonie se nomme "schéma de mise en valeur des richesses minières".